# レースのカーディガン
「レースのカーディガン」は、坂上香織のデビューシングルである。東芝EMI / EASTWORLDから1988年8月24日に発売された。

## 背景
フジテレビ系アニメ『キテレツ大百科』のエンディングテーマに起用された。キャッチコピーは『かおり、深呼吸。』

## リリース
EP・8cmCD・CT全3形態で発売され、ジャケット写真がそれぞれ異なっており、初回プレスジャケットに印刷されている坂上のイニシャルを模したロゴマークである「Sk」マークをこすると「香織のかおり」がするという、フレグランスカプセル入りの透明なセロファン状のシール貼付という特殊加工が施された。
プロモーション配布用としてスペシャルプレスキットと称するものが製作された。セット内容は、坂上をイメージしたフローラルの香りの特製石鹸（白色・楕円形）と、プロフィールや歌手デビューまでのバイオグラフやインタビューを掲載したフォトブックレットを封入し、通常サイズ（12cm）のCDケースに8cmCDを納めたものであった。また、ディスクには坂上のロゴマークである「Sk」マーク（黒色）入りの特製8cmCD用アダプタ（白地）が装着され、これらをウレタンケース収納してマスコミに配布された。ちなみに、このアイテムの特製石鹸のフローラルの香りは、各3媒体のジャケットに貼付されたシール「香織のかおり」と同じ香りである。

## プロモーション・ビデオ
- PVの監督は大林宣彦で、尾道三部作のロケ地である広島県尾道市にて5日間（1988年7月1日 - 7月5日）かけて、総勢30余名のスタッフにより撮影が行われた。
PVは、坂上がノスタルジックな少年と少女「わたしが憧れているボク」「影、夢見るもう一人のわたし」、坂上自身の「十四歳のわたし（香織）」の3役を演じ分け、合成編集により3役共演を披露している。
また、この映像は同年9月に発売された1stビデオ『香織の、―わたし ものがたり。』（VHS：FK030-7001 / LD：FV025-7001、仮題は『ゆらゆら夏の影法師』）の編集版であるが、マスコミ用であるPVのみに使用されたカットや衣裳でも登場している。このビデオ作品のVHSジャケットの背表紙やLDジャケットの裏面にも、かおりシールなる「香織のかおり」がするという加工がされている。

## 収録曲
| 全作詞: 松本隆。 |                          |           |              |          |      |
| #                | タイトル                 | 作詞      | 作曲         | 編曲     | 時間 |
| 1.               | 「レースのカーディガン」 | 松本隆    | 来生たかお   | 萩田光雄 | 4:06 |
| 2.               | 「Privacy」              | 松本隆    | 井上ヨシマサ | 武部聡志 | 3:56 |
| 合計時間:        | 合計時間:                | 合計時間: | 合計時間:    | 8:02     |      |

| 全作詞: 松本隆。 |                                                |           |              |          |      |
| #                | タイトル                                       | 作詞      | 作曲         | 編曲     | 時間 |
| 1.               | 「レースのカーディガン」(歌入り)               | 松本隆    | 来生たかお   | 萩田光雄 | 4:06 |
| 2.               | 「レースのカーディガン」(オリジナル・カラオケ) | 松本隆    |              |          | 4:06 |
| 3.               | 「Privacy」(歌入り)                            | 松本隆    | 井上ヨシマサ | 武部聡志 | 3:56 |
| 4.               | 「Privacy」(オリジナル・カラオケ)              | 松本隆    |              |          | 4:06 |
| 合計時間:        | 合計時間:                                      | 合計時間: | 合計時間:    | 16:14    |      |

## 収録作品

### アルバム
| 楽曲                   | アルバム                                | 発売日         | 備考                                     |
| ---------------------- | --------------------------------------- | -------------- | ---------------------------------------- |
| レースのカーディガン   | 『季節のプロローグ』                    | 1988年12月28日 | オリジナルアルバム                       |
| レースのカーディガン   | 『キテレツ大百科 ソング・コレクション』 | 1989年12月21日 | テレビアニメ『キテレツ大百科』の主題歌集 |
| レースのカーディガン   | 『ベストナウ』                          | 1990年11月24日 | ベストアルバム                           |
| レースのカーディガン   | 『ゴールデン☆ベスト 坂上香織』          | 2003年3月19日  | ベストアルバム                           |
| レースのカーディガン   | 『キテレツ大百科 スーパー・ベスト』     | 2004年1月21日  | テレビアニメ『キテレツ大百科』の主題歌集 |
| Privacy                | 『ベストナウ』                          | 1990年11月24日 | ベストアルバム                           |
| Privacy                | 『ゴールデン☆ベスト 坂上香織』          | 2003年3月19日  | ベストアルバム                           |
| Privacy (Great Re-mix) | 『季節のプロローグ』                    | 1988年12月28日 | オリジナルアルバム                       |

### 映像作品
| 楽曲                 | アルバム                         | 発売日        | 備考                                                                                              |
| -------------------- | -------------------------------- | ------------- | ------------------------------------------------------------------------------------------------- |
| レースのカーディガン | 『レースのカーディガン』         | N/A           | 非売品プロモーションビデオ ミュージックビデオ『香織の、―わたし ものがたり。』より編集されて作製。 |
| レースのカーディガン | 『香織の、―わたし ものがたり。』 | 1988年9月23日 |                                                                                                   |
| Privacy              | 『香織の、―わたし ものがたり。』 | 1988年9月23日 | 1コーラスのみ収録                                                                                 |